# Sistema Nacional de Información de la Educación Superior
El Sistema Nacional de Información de la Educación Superior de Chile (SIES), se encarga de entregar información referente a las instituciones de educación superior luego del procesamiento de datos recopilados desde las propias instituciones. Surge a partir de la Ley de Aseguramiento de la Calidad de la Educación Superior, Ley 20.129, donde se le encomienda al Ministerio de Educación de Chile, a través de la División de Educación Superior, “desarrollar y mantener un sistema de información que se encargue de proveer información confiable, oportuna y pertinente para la toma de decisiones de los diversos actores de la educación superior; tales como el Estado, las instituciones de Educación Superior, los estudiantes y sus familias”.
Dentro de sus productos está la generación, publicación y actualización de diversos informes, estadísticas y bases de datos de Educación Superior a nivel nacional, así como el desarrollo de portales de información como Oferta Académica y Futuro Laboral.